# 爾頓·特森
曾加威（1980年—）是位加拿大華人的撲克牌手、慈善家、和企業家。 他曾於2016年在蒙地卡羅舉辦的Big One for One Drop撲克慈善錦標賽中贏取冠軍。這是世界上其中一個最廣為人知的慈善撲克錦標賽之一。 他現時居住於香港，並為香港撲克牌手協會的會員。同時，曾加威亦是資訊科技、金融科技、金融、飲食業等其他行業的企業家。

## 撲克
曾加威於2001年在大學時期開始在Party Poker接觸撲克，最初只參與約2美元至4美元的限注遊戲。 在接受香港撲克牌手協會採訪時，曾加威表達自己對於撲克的看法。他認為撲克是一項依靠技術而非運氣的遊戲。他把自己的成功歸功於與擁有豐富經驗的撲克牌手對話和切磋、研究錄像片段、學會資金管理、和閱讀撲克高手出版的書籍。 曾加威舉出古斯漢森（Gus Hansen）的《揭秘每一手牌》（Every Hand Revealed）為其「亞洲撲克王大賽」的致勝關鍵。

## 發起亞太撲克巡迴賽
曾加威在由加拿大回流香港時到訪澳門，打算參與德州撲克遊戲。但由於當時澳門並沒有賭場提供撲克遊戲，曾加威決定把這項遊戲帶至華人社區。 透過澳門金都賭場提供場地和Poker Stars提供贊助，曾加威成功申請舉辦首個在澳門的合法撲克比賽，促成了「亞太撲克巡迴賽」的創辦，並邀請到Matt Savage擔任錦標賽的總監。其後，「亞太撲克巡迴賽」發展為一系列的國際撲克錦標賽，並促使了澳門賭場引進撲克遊戲。 

## 錦標賽成績
曾加威的首個現場錦標賽為2006年的「泛亞撲克巡迴賽」。當時他取得了比賽的第四名。 在此之後，曾加威參加了不同的撲克錦標賽，累積贏取的獎金將近1,300萬美元。 
2010年4月，曾加威在澳門舉行的「亞洲撲克王大賽」擊敗了233名撲克牌手而得到第一名，贏得其首個個人錦標賽冠軍，並在過程中贏取71,307美元。
2016年10月，曾加威收到太陽劇團創辦人蓋·拉里貝代（Guy Laliberté）的邀請，參與2016年在蒙地卡羅舉辦的「一滴水超級慈善賽」。是次比賽為撲克史上擁有最高參賽金的比賽，由蓋·拉里貝代和非牟利的「一滴水基金會」發起，目的為提高對於「水」有關的問題的關注。  曾加威在比賽中擊敗了25位撲克牌手並取得第一名，從而贏取11,111,111歐元的獎金（約12,248,912美元），為當時撲克史上第三大的單次支出。 

## 慈善事業
曾加威表示相信「種善因，得善果」的道理。 他是位活躍的慈善家，並熱衷於幫助有需要的小孩。曾加威經常捐助「善學慈善基金」和其「微笑行動」，主力為中國大陸患有兔唇及弱視的小孩提供幫助。 曾加威亦定期捐款至「保良局」和「世界宣明會」以贊助孤兒，和「母親的抉擇」以支持單親媽媽和小孩。
曾加威定期資助「敬老之家老人院」，支持其為老弱無依的長者改善生活環境和照顧他們身後事的理念。此外，曾加威是募捐平台「意贈慈善基金會」的最大累積捐贈者，該基金會支持各種慈善工作，例如扶貧、贊助弱勢社群等。 其他曾加威的慈善工作包括捐款予「樂餉社」和向「微笑滿載全球」籌款活動捐出25萬港元。